# Michael Bazyler
 (novembre 2021).
Le contenu est difficilement compréhensible vu les erreurs de traduction, qui sont peut-être dues à l'utilisation d'un logiciel de traduction automatique.
Michael Bazyler (né en 1952) est un professeur de droit américain et 1939 Society Law Scholar en Holocaust and Human Rights Studies[incompréhensible] à l'Université Chapman. Il a auparavant enseigné à la Whittier Law School .Son livre Holocaust Justice: The Battle for Restitution in America's Courts a été cité par la Cour suprême des États-Unis  tandis que Holocaust, Genocide, and the Law a été lauréat du Jewish Book Council en 2016,.